# Maksymilian Biro

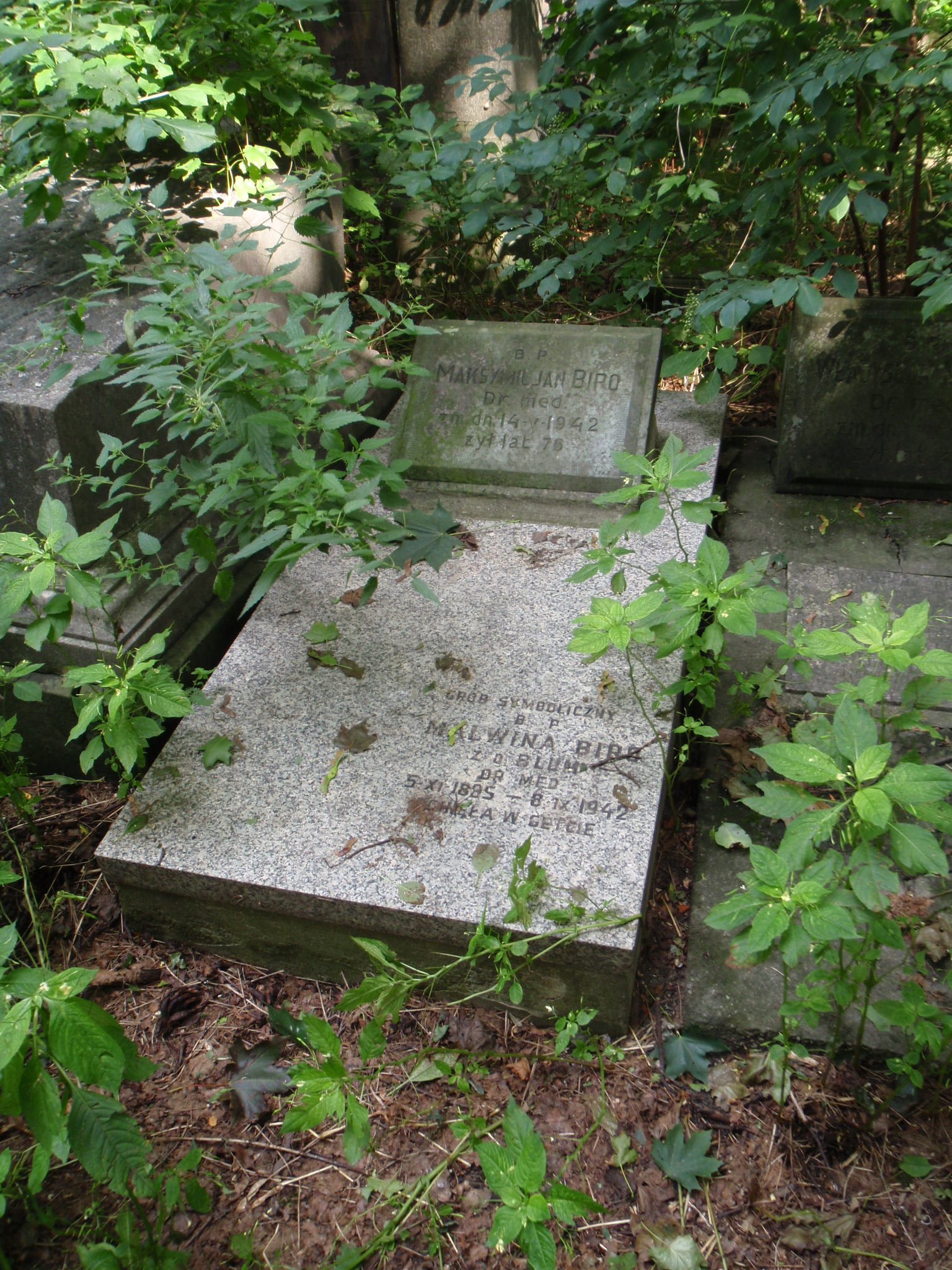
Grób Maksymiliana Biro na cmentarzu żydowskim przy ulicy Okopowej w Warszawie

Maksymilian Biro (ur. 25 listopada 1870 w Warszawie, zm. 1941 lub 14 maja 1942 tamże) – polski lekarz neurolog żydowskiego pochodzenia. 

## Życiorys
Urodził się w 1870. Uczył się w II Gimnazjum w Warszawie, w 1887 otrzymał świadectwo dojrzałości. Studiował medycynę od 1887 do 1892 w Warszawie. Jako neurolog był uczniem Samuela Goldflama. Należał do licznych towarzystw lekarskich, był jednym z założycieli „Neurologii Polskiej”. Pracował jako wolontariusz w Szpitalu Starozakonnych na Czystem na oddziałach Edwarda Flataua i Ludwika Bregmana, potem Władysława Sterlinga i Eufemiusza Hermana. Mieszkał przy ul. Marszałkowskiej 123.
Podczas II wojny światowej został przesiedlony do getta warszawskiego, gdzie zmarł w 1941 albo według innych źródeł na serce 14 maja 1942. Został pochowany na cmentarzu żydowskim przy ulicy Okopowej w Warszawie (kwatera 68).

## Życie prywatne
Był żonaty z lekarką pediatrą Malwiną Blum, primo voto Korn (ur. 5 listopada 1885 w Gąbinie, zm. 8 września 1942 w Warszawie). Malwina Biro zginęła podczas likwidacji getta warszawskiego. Nie mieli dzieci.

## Prace
- O sklerodermii. Medycyna 24, nr 46–50, 1068 (1896)
- O chorobie Landry'ego. Medycyna 26, 33-34, 761 (1898)
- Einiges über Epilepsiebehandlung. Wiener klinische Wochenschrift 34 (1900)
- O leczeniu chirurgicznym nowotworów mózgu. X Zjazd Lek i Przyr Pol (1907)[7]
- Nowotwory mózgu. Rozpoznanie ogniskowe. Rozpoznanie różniczkowe. Leczenie. Prace I Zjazdu neurologów, psychiatrów i psychologów polskich s. 46-66 (1910)
- Zapalenie mózgu ze śpiączką i pląsawicą. Neurologia Polska 6, s. 7 (1922)
- Herpes zoster i jego stosunek do układu nerwowego. Neurologia Polska 8, 2, 136 (1924)
- O chorobie Heine-Medina. Neurologia Polska 10, 3-4, 265 (1928)
- Ueber Epilepsie[8]. (1902)
- O stwardnieniu wieloogniskowem. Warszawskie Czasopismo Lekarskie 9, 34, s. 775-779 (1932) i 35, s. 800-803 (1932)
- O chorobie Addisona. Warszawskie Czasopismo Lekarskie 10, 19, s. 421-424; 20, s. 445-448 i 21, s. 469-472 (1933)
- O chorobie Tay-Sachsa. Warszawskie Czasopismo Lekarskie 13, 34, s. 545-547 i 35, s. 565-568 (1936)
- O chorobie Little'a. Neurologia Polska 20, 2-3, s. 185-191 (1937)